# Sawangan Wetan
Sawangan Wetan is een bestuurslaag in het regentschap Banyumas van de provincie Midden-Java, Indonesië. Sawangan Wetan telt 3261 inwoners (volkstelling 2010).